# Philéas de Thmuis
Philéas, mort en 308, est un évêque de Thmuis en Égypte et un martyr à Alexandrie.
Philéas est issu d’une famille noble et riche. Il est instruit et éloquent. Il se fait chrétien et est nommé évêque dans sa ville natale de Thmuis. Il est arrêté et emprisonné à Alexandrie. Le gouverneur Calcien l’interroge et prononce sa sentence capitale. Il est décapité avec Philorome entre 308 et 312, le 4 février 308 dans le calendrier catholique.